# 東京地下秘密路線説
東京地下秘密路線説（とうきょうちかひみつろせんせつ）とは、日本の都市伝説の一種である。

## 概要
- 現在東京には、東京地下鉄（東京メトロ）や都営地下鉄に代表される[注釈 1]一般利用の可能な地下鉄・地下路線の他に、政府が独自で建設した、一般には存在が公表されていない地下路線(専用鉄道・専用線)が数多く存在する、というもの。既に戦前に建設されていたとされているものもある[注釈 2]。
- また一般利用が可能な地下鉄・地下路線やそれらの駅の中にも、元々は政府の軍事的思惑が絡んで建設されたものがある、というもの。国会議事堂前駅、東京メトロ有楽町線の話が有名。
- 地下鉄路線網の中には、数多くの連絡線が隠されている、というもの。

このような話が広まった原因として、日本陸軍の鉄道連隊や陸上自衛隊の鉄道部隊だった第101建設隊、日本銀行の私有貨車で一般にはその存在が伏せられていた現金輸送貨車・国鉄マニ30形客車、現在も運行される資材輸送貨物列車の存在がある。
東京メトロ（とその前身である東京地下鉄道、東京高速鉄道、帝都高速度交通営団）や都営地下鉄には荷物・貨物輸送を目的とした車両が存在した事はなく、また定期運行を行った実績もない。現実に専用線が存在し、使用されているという直接の証拠はない。

## 確認できるもの・類似するもの
以下の事例は、全てマスコミや書籍・雑誌を通じて一般に公表されているものである。
- 上記のようなもので実際に存在した専用線としては、大正時代に建設された、東京中央郵便局と東京駅を結ぶ郵便物運搬路線があり、東京駅側は後に車椅子の乗客のための通路や駅の売店類に商品を搬入するルートとして転用されている。
- 連絡線に関しては、東京メトロの南北線 - 有楽町線、有楽町線 - 千代田線、銀座線 - 丸ノ内線、都営地下鉄の浅草線 - 大江戸線の間に、営業車両の保守整備の一元化[注釈 4]を主な目的として建設されている。
- 大江戸線の麻布十番駅と清澄白河駅には東京都の防災備蓄倉庫[注釈 5]があり、災害時に地上交通が寸断された場合、地下鉄を使った輸送が行えるように備えていることが公表されている。 また大江戸線では災害時を想定した自衛隊の輸送訓練を実施したことがある。

## 秘密路線説に関する指摘
- 地下にそれだけの路線網を建設するには、（特に技術の未熟な戦前では）多くの人員が必要になるが、それらに関わった全ての者に情報の秘匿義務を完璧に履行させ続ける事の困難性。
- 太平洋戦争による東京大空襲など、実際の国家の非常時にそれらの路線が用いられたという話が、戦後になっても伝わってこないという矛盾について（昔の半没水道を使った事例は存在）。
- 地下路線に関して具体的に検証すると、軍事目的に用いるには欠陥だらけであるということが、鉄道・軍事の両評論家[誰?]から指摘されている。
- また、建築上の基本から云えば、現代の地下鉄各線においてトンネル内を許容される車両限界は車体幅2.8m以下である。現代の陸上戦闘車輌はNATO軍で3.15m幅が標準、現用主力戦車はそれ以上の幅であり、そもそも軍用車両を輸送する事自体が全く不可能である。

## 登場作品
通常使用されない東京の地下軌道交通路線、もしくは地下車道が登場する作品。
- 東京アンダーグラウンド
- 機動警察パトレイバー 2 the Movie
- 007は二度死ぬ
- 交渉人 真下正義（『脇線』として登場）
- ウルトラセブン（ウルトラ警備隊専用車「ポインター」が走る「シークレット道路」として登場）
- 「RAIL WARS! -日本國有鉄道公安隊-」小説の9巻で登場。高山と桜井が東京駅長の秘書七尾を東京中央郵便局まで護衛したときに横浜鉄道公安室の氷見を発見して追っていったら発見。